# Danh sách album quán quân năm 1992 (Mỹ)
Dưới đây là danh sách các album quán quân trên tạp chí Billboard trong năm 1992, theo kết quả xếp hạng của bảng xếp hạng US Billboard 200.

## Lịch sử xếp hạng
| Album bán chạy nhất năm 1992 | Chỉ album bán chạy nhất năm 1992 |

| Ngày phát hành ấn bản | Album                                      | Nghệ sĩ                         | Nguồn  |
| --------------------- | ------------------------------------------ | ------------------------------- | ------ |
| 4 tháng 1             | Dangerous                                  | Michael Jackson                 | [ 1 ]  |
| 11 tháng 1            | Nevermind                                  | Nirvana                         | [ 2 ]  |
| 18 tháng 1            | Ropin' the Wind                            | Garth Brooks                    | [ 3 ]  |
| 25 tháng 1            | Ropin' the Wind                            | Garth Brooks                    | [ 4 ]  |
| 1 tháng 2             | Nevermind                                  | Nirvana                         | [ 5 ]  |
| 8 tháng 2             | Ropin' the Wind                            | Garth Brooks                    | [ 6 ]  |
| 15 tháng 2            | Ropin' the Wind                            | Garth Brooks                    | [ 7 ]  |
| 22 tháng 2            | Ropin' the Wind                            | Garth Brooks                    | [ 8 ]  |
| 29 tháng 2            | Ropin' the Wind                            | Garth Brooks                    | [ 9 ]  |
| 7 tháng 3             | Ropin' the Wind                            | Garth Brooks                    | [ 10 ] |
| 14 tháng 3            | Ropin' the Wind                            | Garth Brooks                    | [ 11 ] |
| 21 tháng 3            | Ropin' the Wind                            | Garth Brooks                    | [ 12 ] |
| 28 tháng 3            | Ropin' the Wind                            | Garth Brooks                    | [ 13 ] |
| 4 tháng 4             | Wayne's World                              | Soundtrack                      | [ 14 ] |
| 11 tháng 4            | Wayne's World                              | Soundtrack                      | [ 15 ] |
| 18 tháng 4            | Adrenalize                                 | Def Leppard                     | [ 16 ] |
| 25 tháng 4            | Adrenalize                                 | Def Leppard                     | [ 17 ] |
| 2 tháng 5             | Adrenalize                                 | Def Leppard                     | [ 18 ] |
| 9 tháng 5             | Adrenalize                                 | Def Leppard                     | [ 19 ] |
| 16 tháng 5            | Adrenalize                                 | Def Leppard                     | [ 20 ] |
| 23 tháng 5            | Totally Krossed Out                        | Kris Kross                      | [ 21 ] |
| 30 tháng 5            | The Southern Harmony and Musical Companion | The Black Crowes                | [ 22 ] |
| 6 tháng 6             | Totally Krossed Out                        | Kris Kross                      | [ 23 ] |
| 13 tháng 6            | Some Gave All                              | Billy Ray Cyrus                 | [ 24 ] |
| 20 tháng 6            | Some Gave All                              | Billy Ray Cyrus                 | [ 25 ] |
| 27 tháng 6            | Some Gave All                              | Billy Ray Cyrus                 | [ 26 ] |
| 4 tháng 7             | Some Gave All                              | Billy Ray Cyrus                 | [ 27 ] |
| 11 tháng 7            | Some Gave All                              | Billy Ray Cyrus                 | [ 28 ] |
| 18 tháng 7            | Some Gave All                              | Billy Ray Cyrus                 | [ 29 ] |
| 25 tháng 7            | Some Gave All                              | Billy Ray Cyrus                 | [ 30 ] |
| 1 tháng 8             | Some Gave All                              | Billy Ray Cyrus                 | [ 31 ] |
| 8 tháng 8             | Some Gave All                              | Billy Ray Cyrus                 | [ 32 ] |
| 15 tháng 8            | Some Gave All                              | Billy Ray Cyrus                 | [ 33 ] |
| 22 tháng 8            | Some Gave All                              | Billy Ray Cyrus                 | [ 34 ] |
| 29 tháng 8            | Some Gave All                              | Billy Ray Cyrus                 | [ 35 ] |
| 5 tháng 9             | Some Gave All                              | Billy Ray Cyrus                 | [ 36 ] |
| 12 tháng 9            | Some Gave All                              | Billy Ray Cyrus                 | [ 37 ] |
| 19 tháng 9            | Some Gave All                              | Billy Ray Cyrus                 | [ 38 ] |
| 26 tháng 9            | Some Gave All                              | Billy Ray Cyrus                 | [ 39 ] |
| 3 tháng 10            | Some Gave All                              | Billy Ray Cyrus                 | [ 40 ] |
| 10 tháng 10           | The Chase                                  | Garth Brooks                    | [ 41 ] |
| 17 tháng 10           | The Chase                                  | Garth Brooks                    | [ 42 ] |
| 24 tháng 10           | The Chase                                  | Garth Brooks                    | [ 43 ] |
| 31 tháng 10           | The Chase                                  | Garth Brooks                    | [ 44 ] |
| 7 tháng 11            | The Chase                                  | Garth Brooks                    | [ 45 ] |
| 14 tháng 11           | The Chase                                  | Garth Brooks                    | [ 46 ] |
| 21 tháng 11           | Timeless: The Classics                     | Michael Bolton                  | [ 47 ] |
| 28 tháng 11           | The Chase                                  | Garth Brooks                    | [ 48 ] |
| 5 tháng 12            | The Predator                               | Ice Cube                        | [ 49 ] |
| 12 tháng 12           | The Bodyguard: Original Soundtrack Album   | Whitney Houston / Nhiều nghệ sĩ | [ 50 ] |
| 19 tháng 12           | The Bodyguard: Original Soundtrack Album   | Whitney Houston / Nhiều nghệ sĩ | [ 51 ] |
| 26 tháng 12           | The Bodyguard: Original Soundtrack Album   | Whitney Houston / Nhiều nghệ sĩ | [ 52 ] |